# Psilochorus texanus
Psilochorus texanus is een spinnensoort uit de familie trilspinnen (Pholcidae). De soort komt voor in de Verenigde Staten en Mexico.